# Bitwa o Sumy
Bitwa o Sumy – starcie zbrojne stoczone między Siłami Zbrojnymi Ukrainy a wojskami Federacji Rosyjskiej na terenie miasta Sumy, rozpoczęte 24 lutego 2022 roku (pierwszego dnia inwazji Rosji na Ukrainę).
Nieliczni ukraińscy spadochroniarze i siły obrony terytorialnej stawiły opór siłom rosyjskim w mieście, co doprowadziło do ciężkich walk miejskich i zniszczenia rosyjskiej kolumny czołgów, Pierwszego wieczoru ukraińscy spadochroniarze otrzymali rozkaz wycofania się z miasta, pozostawiając obronę kilku tysiącom lokalnych ochotników uzbrojonych w karabiny, ograniczoną ilość broni przeciwpancernej i nie posiadających ciężkiego uzbrojenia. Po czterech dniach nieudanych prób wejścia do miasta wojsko rosyjskie przeszło do próby okrążenia i ominięcia miasta, a następnie padło ofiarą zasadzek partyzanckich.
4 kwietnia 2022 roku szef administracji obwodowej obwodu sumskiego Dmytro Żywycki oświadczył, że wojska rosyjskie nie okupują już żadnych miast ani wsi w obwodzie sumskim i w większości się wycofały, podczas gdy wojska ukraińskie starają się wyprzeć pozostałe jednostki. Przez niemal cały okres działań lądowych w obwodzie sumskim wojska rosyjskie znajdowały się w pobliżu miasta, ostrzeliwując je i usiłując je okrążyć, co doprowadziło do trudnej sytuacji humanitarnej.

## Bitwa o miasto

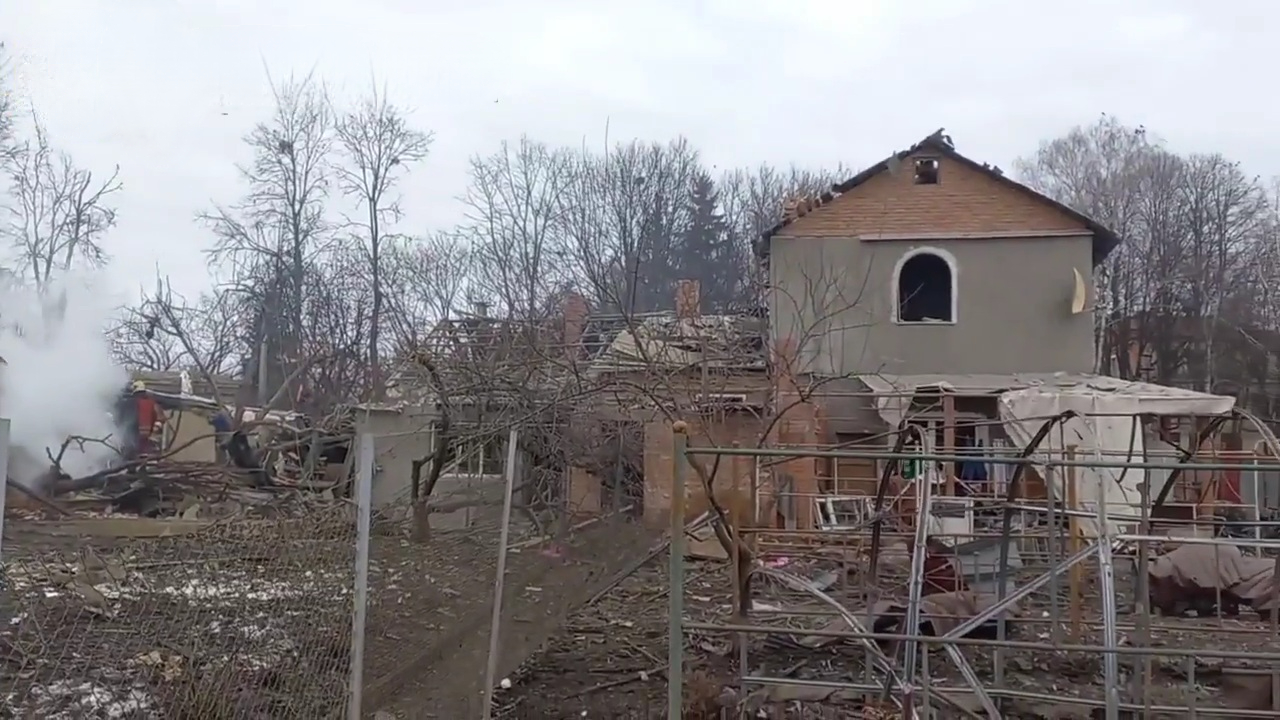
Uszkodzony budynek w Sumach, 27 lutego 2022 roku

Jednostki rosyjskie wkroczyły do obwodu sumskiego 24 lutego 2022 roku. Rosyjskie pojazdy wojskowe zauważono w pobliżu wsi Bezdryk, Hołowasziwka i Postolne o godzinie 13:35. Starcia w mieście Sumy rozpoczęły się o godzinie 13:40 na drodze P44. Wówczas doszło do rozległych walk miejskich między ukraińskimi obrońcami a siłami rosyjskimi. Pierwsze walki miały miejsce przy północnym i zachodnim wejściu do miasta, odpowiednio na drodze krajowej N07 i drodze P44. Najbardziej zacięte walki miały miejsce na ulicy Kondratiewa, w pobliżu miejskiej szkoły kadetów, gdzie stacjonowała ukraińska 27 Brygada Artylerii. Po popołudniowych starciach ponad 50 ukraińskich spadochroniarzy otrzymało rozkaz wycofania się z miasta do innego obszaru działań zbrojnych. Kolejne walki w mieście rozpoczęły się około godziny 22:30, a Rosjanie wycofali się z tego obszaru w nocy o godzinie 01:39. W wyniku walk spłonęła pobliska cerkiew. W nocy wojska rosyjskie rozłożyły obozy w pobliżu wsi Kosiwszczyna, Tokari i Niżnia Syrowatka w rejonie sumskim.
Setki policjantów otrzymały rozkaz ewakuacji miasta w kierunku Połtawy i Czerkas już na początku inwazji, więc w pierwszych dniach bitwy obrońcami Sum były niemal wyłącznie cywilne jednostki Sił Obrony Terytorialnej. Tysiące sztuk broni palnej szybko wydano z magazynów ochotnikom . W Sumach obecna była również 5 Grupa Taktyczna Batalionu 81 Brygady Aeromobilnej, która 24 lutego otrzymała instrukcje, aby utrzymać miasto za wszelką cenę. Kilka dni później brygada została przeniesiona do Łebedyna.

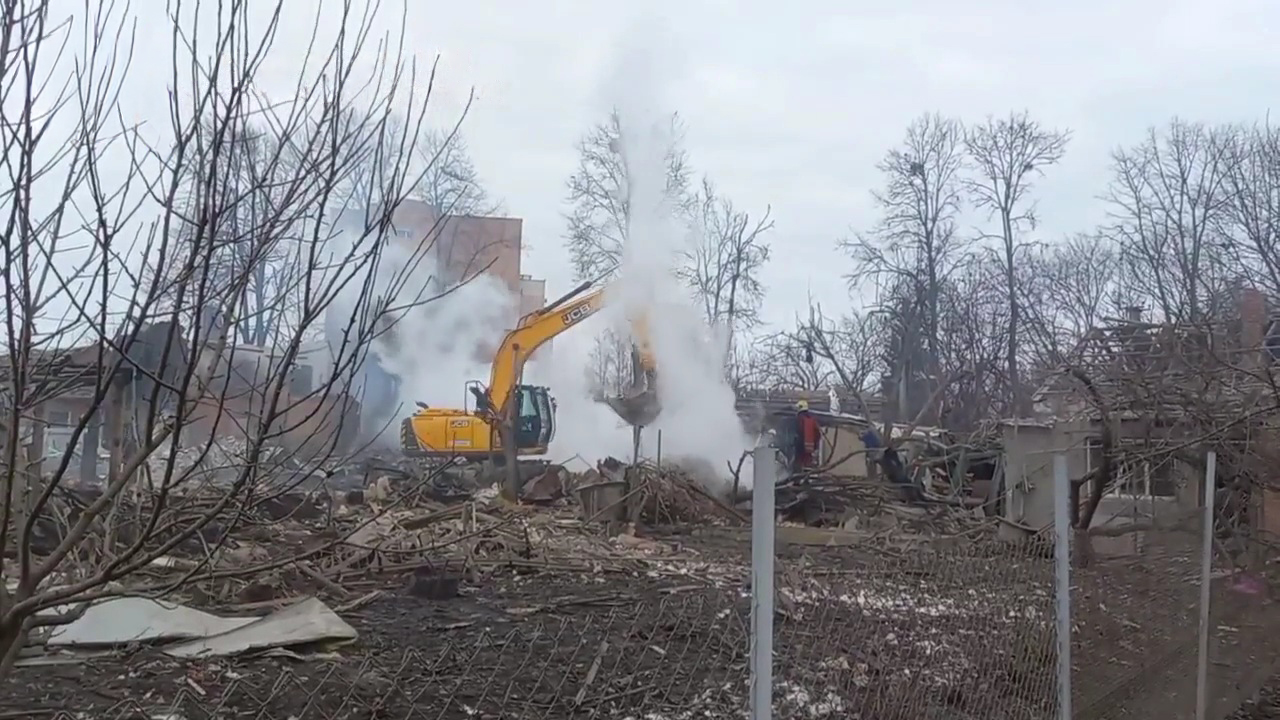
Działania ratowników po ostrzale budynku w Wereteniwce, 27 lutego 2022 roku

26 lutego na ulicach Sum ponownie wybuchły walki. Rano przez przygraniczną Junakiwkę przejechała kolumna rosyjska, a jeden z jej pojazdów został przejęty przez członków obrony terytorialnej na drodze N07. Ukraińskie siły obrony terytorialnej zniszczyły także również konwój rosyjskich ciężarówek z paliwem jadących w kierunku Kijowa. Mer Ołeksandr Łysenko poinformował o śmierci trzech cywilów 26 lutego, w tym jednej osoby, która zginęła, gdy rosyjskie wyrzutnie BM-21 Grad ostrzelały rakietami Wetereniwkę, dzielnicę mieszkalną w zachodniej części Sum. Budynek Sumskiego Narodowego Uniwersytetu Rolniczego, dom starców i domy wzdłuż drogi P44 miały zostać trafione rosyjskim ostrzałem; mieszkańcy twierdzili, że pociski pochodziły z kierunku Kosiwszczyny. Według relacji miejscowych, do ostrzału doszło również w samej Kosiwszczynie, a także w okolicach wiosek Tepłycznyj, Łuka i Kurska.
Rano 27 lutego kolumna rosyjskich pojazdów wkroczyła do Sum od strony Sumychimpromu, zakładu chemicznego na wschód od miasta. W pobliżu lotniska w Sumach rosyjskie siły ostrzelały samochód cywilny, co spowodowało śmierć kobiety ranionej w głowę. Tymczasem w Sumach, Nyzach i Bezdryku trwały walki. Dwóch rosyjskich żołnierzy i BTR zostało schwytanych przez siły obrony terytorialnej na stacji kolejowej Sumy-Towarna. Trzech kolejnych rosyjskich członków załogi czołgu zostało schwytanych przez siły obrony terytorialnej w lasach między Tokarami i Piszczanymi. Rosjanie twierdzili, że nie poinformowano ich, że wkroczą na terytorium Ukrainy, ponieważ byli przekonani, że biorą udział w ćwiczeniach. W ciągu dnia zgłoszono walkę w Werchnej Syrowatce, a rosyjskie pojazdy wojskowe miały przemieszczać się przez Stare Seło. 1 marca w pobliżu Werchnej Syrowatki i Niżniej Syrowatki doszło do bitwy, w której zginęło pięciu ukraińskich żołnierzy, w tym ich dowódca, starszy sierżant Ołeksandr Korżajew z Chersonia.

## Ostrzał Sum

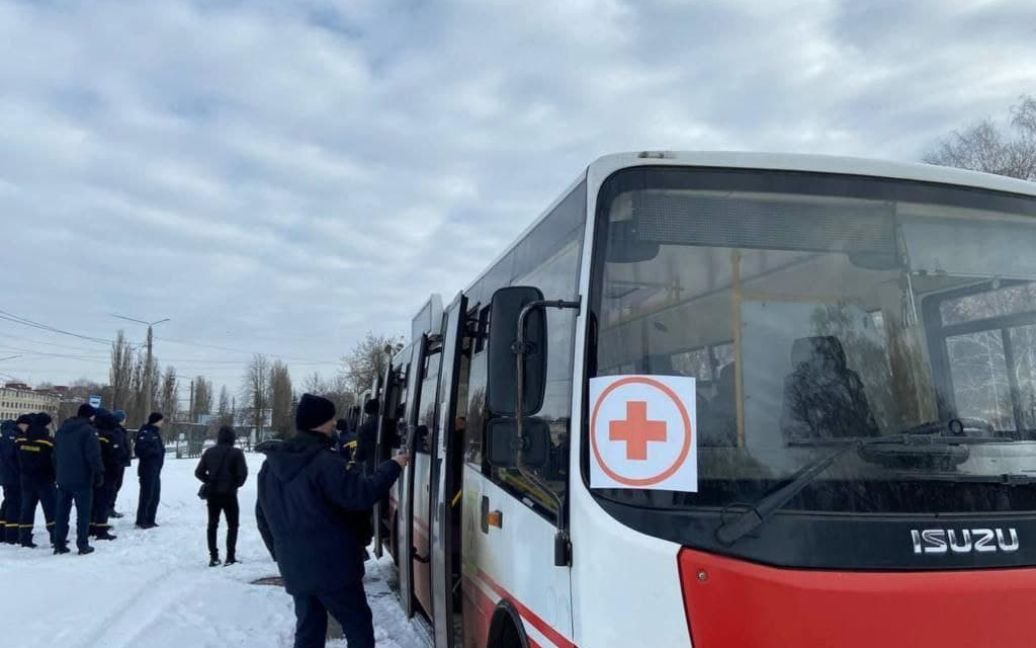
Ewakuacja mieszkańców Sum, 8 marca 2022 roku

1 marca, w trakcie pomocy w ewakuacji ludności cywilnej z Sum, zginął ukraiński trener kolarstwa Ołeksandr Kułyk, który trenował  m.in. mistrza olimpijskiego Aleksandra Kiriczenkę i wicemistrza olimpijskiego Ołeksandra Fedenkę.
3 marca Dmytro Żywycki, szef sumskiej administracji obwodowej, oświadczył, że pięć osób zostało rannych w wyniku ostrzału budynków 27 Brygady Artylerii i wydziału wojskowego na Uniwersytecie Państwowym w Sumach. Ponad 500 studentów zagranicznych zostało uwięzionych, ponieważ drogi i mosty poza miastem zostały zniszczone, a na ulicach Sum doszło do walk.
Żywycki poinformował 8 marca, że 22 cywilów zginęło w nocy w wyniku rosyjskiego nalotu na obszar mieszkalny, a czterech żołnierzy zginęło w walce z rosyjską armią. Ewakuacja cywilów z miasta rozpoczęła się w ciągu dnia na mocy porozumienia o korytarzu humanitarnym zawartego z Rosją. Żywycki oświadczył później, że tego dnia ewakuowano około pięciu tysięcy osób.
Rosyjskie wojsko ostrzelało wieś Bezdryk 13 marca, a Nyzy, Sumy i Werchnią Syrowatkę 14 marca. Według miejscowych ostrzał nastąpił z kierunku wsi Hrebenykiwka. 15 marca odnotowano według ukraińskiej obrony terytorialnej ponad sto przypadków ostrzału miasta Sumy i jego obrzeży. Dotknięte miejsca obejmowały przede wszystkim wieś Tokari i okolice Chimmisteczka w pobliżu zakładów Sumychimprom.
18 marca rosyjskie siły ostrzelały magazyn producenta farb w Sumach, powodując duży pożar. Mieszkańców Chimmisteczka, Basów, Prokofijewa, Nyzów i Starego Seła ostrzeżono, aby zamknęli okna i nie wychodzili na zewnątrz jeśli nie jest to konieczne.
21 marca nalot lotniczy uszkodził fabrykę nawozów w Sumach, powodując wyciek amoniaku i skażenie otaczającej ziemi. Dwa dni wcześniej rosyjski generał Michaił Mizincew oskarżył „ukraińskich nacjonalistów” o zaminowanie zakładu chemicznego w ramach operacji pod fałszywą flagą. Ukraińscy urzędnicy wezwali mieszkańców Nowosełycii do znalezienia schronienia.

## Wycofanie się Rosjan z obwodu

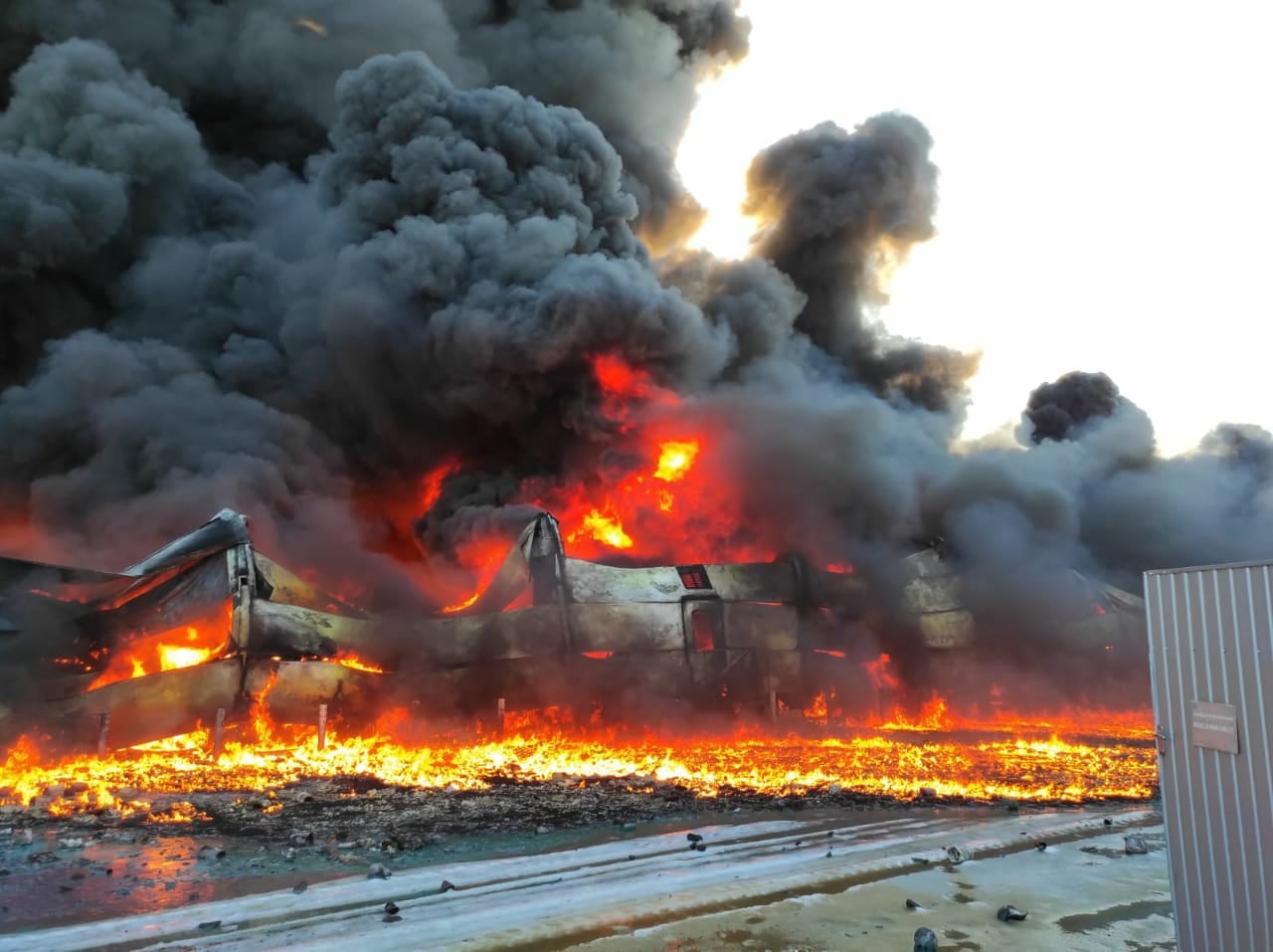
Pożar sklepu w Sumach, 18 marca 2022 roku

Po odbiciu Trościańca w obwodzie sumskim 26 marca otworzone zostały ponownie szlaki zaopatrzeniowe, aby odciążyć miasto Sumy, które było określane dotąd jako „okrążone” lub „oblężone”. Tego samego dnia siły ukraińskie odzyskały wsie Boromla, Małyj Wystorop, Steblianky oraz Wełykyj Bobryk po wycofaniu wojsk rosyjskich.
Do 27 marca wojsko rosyjskie wycofało się z niektórych wiosek położonych najbliżej Sum, a podczas odwrotu wysadziło most nad rzeką Pseł.
4 kwietnia 2022 roku szef administracji obwodowej Żywycki oświadczył, że wojska rosyjskie nie okupują już żadnych miast ani wiosek w obwodzie sumskim i w większości się wycofały. 8 kwietnia 2022 roku poinformował, że wszystkie wojska rosyjskie opuściły obwód sumski, ale nadal obszar jest niebezpieczny ze względu na podstawione ładunki wybuchowe i amunicję pozostawioną przez wojska rosyjskie.
Pomimo wycofania się sił lądowych Sił Zbrojnych Federacji Rosyjskiej Sumy były wielokrotnie atakowane z powietrza. 30 sierpnia 2024 roku w ataku dronów na miasto rannych zostało 9 cywilów. 17 listopada w ataku na blok mieszkalny zginęło 12 osób, a 84 zostały ranne. W kolejnym ataku z 22 listopada zginęły 2 osoby, a 12 zostało rannych.